# خط السكة الحديدية ييوو-لندن
 خط السكك الحديدية  ييوو – لندن هو طريق سككي لقطار البضائع بين ييوو في الصين و لندن, بالمملكة المتحدة. يمتد الخط على مسافة ما يقرب من 000 12 كم (7500 ميل). وهذا ما يجعله أطول خطوط السكك الحديدية في العالم. وهو واحد من عدة طرق للسكك الحديدية الطويلة لشحن البضائع من الصين إلى أوروبا و جزء من طريق الحرير الحديث. تم افتتاح الطريق في 1 كانون الثاني / يناير 2017 ، مما يربط لندن وأكثر من 15 مدينة أوروبية (مثل هامبورغ, مدريد, روتردام, وارسو) مع الصين. تستغرق رحلة البضائع حوالي 18 يوما.